# Teófilo de Alejandría
Teófilo de Alejandría (en latín, Theophilus; fl. 15 de octubre de 412) fue un patriarca de Alejandría, Egipto desde 385 hasta 412. Fue considerado un santo por la Iglesia copta.

## Semblanza
Teófilo fue un papa copto durante la época del conflicto entre los cristianos, recién dominantes, y la sociedad pagana de Alejandría, cada uno apoyado por una parte de la población alejandrina.
En 391, Teófilo (según Rufino y Sozomeno) descubrió un templo pagano escondido. Con sus seguidores mostraron burlándose los objetos paganos al público, lo que ofendió a los paganos lo suficiente como para provocar un ataque a los cristianos. La facción cristiana contraatacó forzando a los paganos a retirarse al Serapeo. El emperador envió una carta a Teófilo para que este perdonara a los paganos, pero que destruyera el templo.
La destrucción del Serapeo ha sido vista por muchos autores, antiguos y modernos, como representación del triunfo del cristianismo sobre otras religiones. Según Juan de Nikiu, cuando la filósofa Hipatia fue linchada por una masa alejandrina, aclamaron al sobrino y sucesor de Teófilo, Cirilo como «el nuevo Teófilo, pues había destruido a los últimos restos de idolatría en la ciudad». No hubo más actos contra los filósofos paganos de la Escuela neoplatónica de Alejandría, (que siguió activa hasta la conquista musulmana de Egipto en el 640).
Teófilo se apartó de los seguidores de Orígenes después de haberlos apoyado durante un tiempo. Fue acompañado por su sobrino Cirilo a Constantinopla en 403 y allí presidió el «Sínodo de la encina» (Synodus ad quercum), que depuso a Juan Crisóstomo.

## Obras supervivientes
- Correspondencia con san Jerónimo, el papa Anastasio I y el papa Inocencio I.
- Tratado contra Crisóstomo.
- Homilías traducidas por San Jerónimo (conservadas en Migne)
- Otras homilías sobreviven solo en copto y traducciones al Ge'ez.

## Su tabla pascual de 100 años
Teófilo prestó al emperador cristiano Teodosio I (379-395) un gran servicio dedicando su tabla pascual a él. El ciclo lunar metónico de 19 años subyaciendo la tabla pascual de Teófilo debe haber sido muy diferente del primerisimo ciclo lunar semejante, inventado por Anatolio alrededor del año 260, pero muy poco del ciclo lunar (alejandrino) que sería  introducido alrededor del año 412 por el monje y computista Annianos y adoptado alrededor del año 425 por Cirilo, el sucesor inmediato de Teófilo. Finalmente el equivalente juliano de esta variante estrechamente parienta del ciclo lunar de 19 años de Teófilo prevalecería en la parte latina de Europa: en Italia desde el séptimo siglo —de hecho más de un siglo después de que Dionisio el Exiguo hubo presentado su tabla pascual en Roma—, en Britania y Irlanda desde la primera mitad del siglo VIII,  gracias a Beda el Venerable, y en el territorio del reino de Carlomagno desde el último cuarto del siglo VIII.

## Eponimia
- El cráter lunar Theophilus lleva este nombre en su memoria.[7]

## Orden sucesorio
| Predecesor: Timoteo I | Arzobispo de Alejandría 385 – 412 | Sucesor: Cirilo I |

- Datos: Q365941
- Multimedia: Theophilus of Alexandria / Q365941